# Kościół św. Agaty w Dorsten
Kościół św. Agaty – rzymskokatolicki kościół parafialny w mieście Dorsten, w Niemczech. 

## Historia
Świątynię zbudowano w XIII wieku w stylu późnoromańskim. Z czasem rozbudowano go do gotyckiego kościoła halowego. Początkowo nosił wezwanie św. Jana Chrzciciela. 
Pożar miasta w 1719 roku poważnie zniszczył wieżę kościoła i zniszczył zawieszone na niej dzwony. Nowy zestaw zawieszono dopiero 1732 roku. Naloty alianckie 22 marca 1945 roku doprowadziły do prawie całkowitego zniszczenia świątyni. Jedynym ocalałym elementem były mury wieży. Pod gruzami znaleziono romańską chrzcielnicę, późnogotycką monstrancję oraz fragment ołtarzu jednej z kaplic. 
Msze tymczasowo odbywały się w klasztorze Urszulanek, który nie ucierpiał podczas bombardowania. Z czasem zaczęto je organizować w jednej z hal przy Bochumer Str. W 1946 roku do Dorsten ponownie przywieziono barokowe dzwony z 1732 roku, które zostały przewiezione do Lünen podczas II wojny światowej w celu przelania, czego ostatecznie uniknęły.
W 1950 roku parafia otrzymała pozwolenie na odbudowę kościoła. Wmurowanie kamienia węgielnego nastąpiło 24 września 1951 roku, 7 lipca 1952 nastąpiła ponowna konsekracja świątyni. W 1963 roku odlano kolejne dwa dzwony kościelne, w 1982 zamontowano 50-głosowe organy projektu Franza Breila.

## Galeria

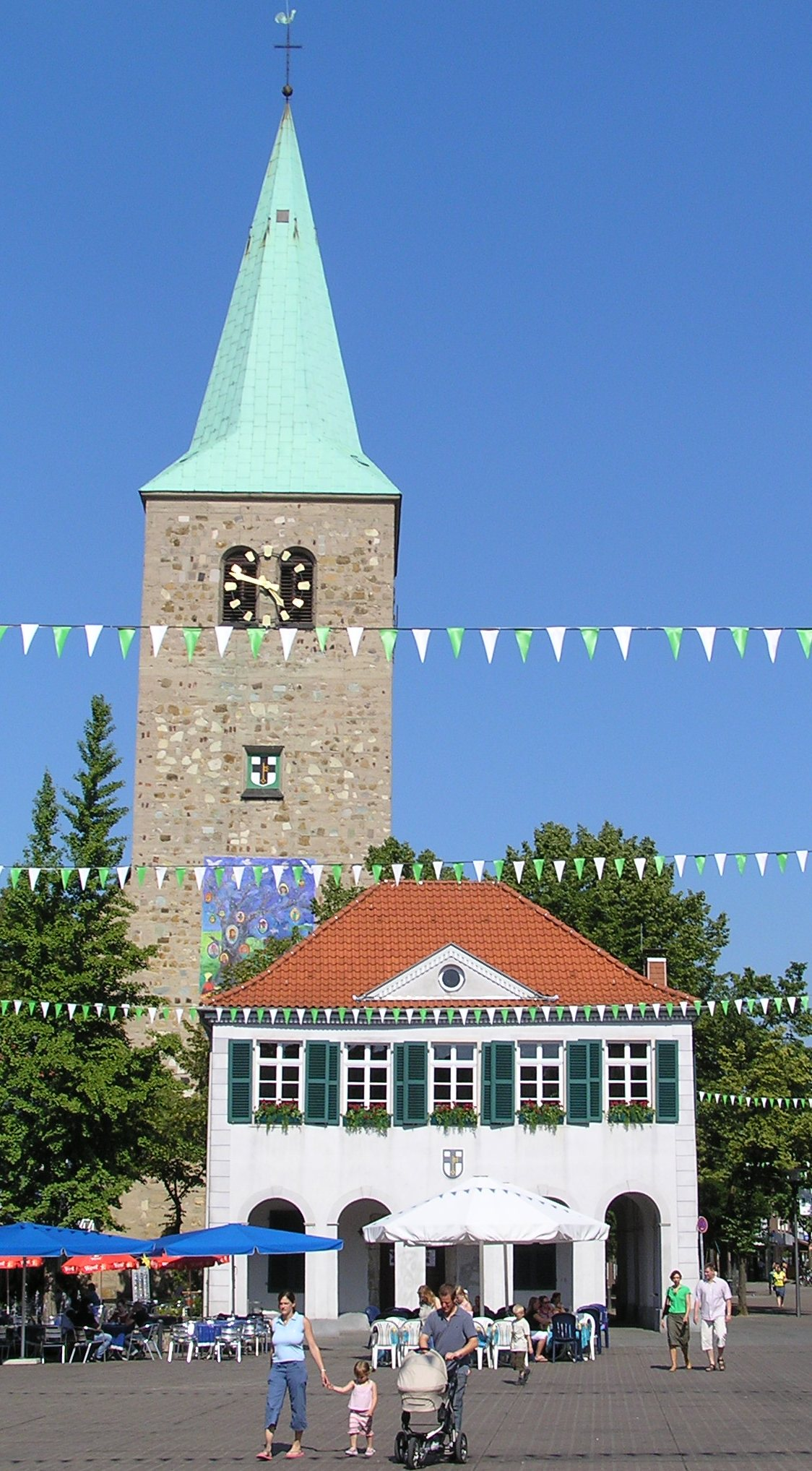
Wieża kościoła
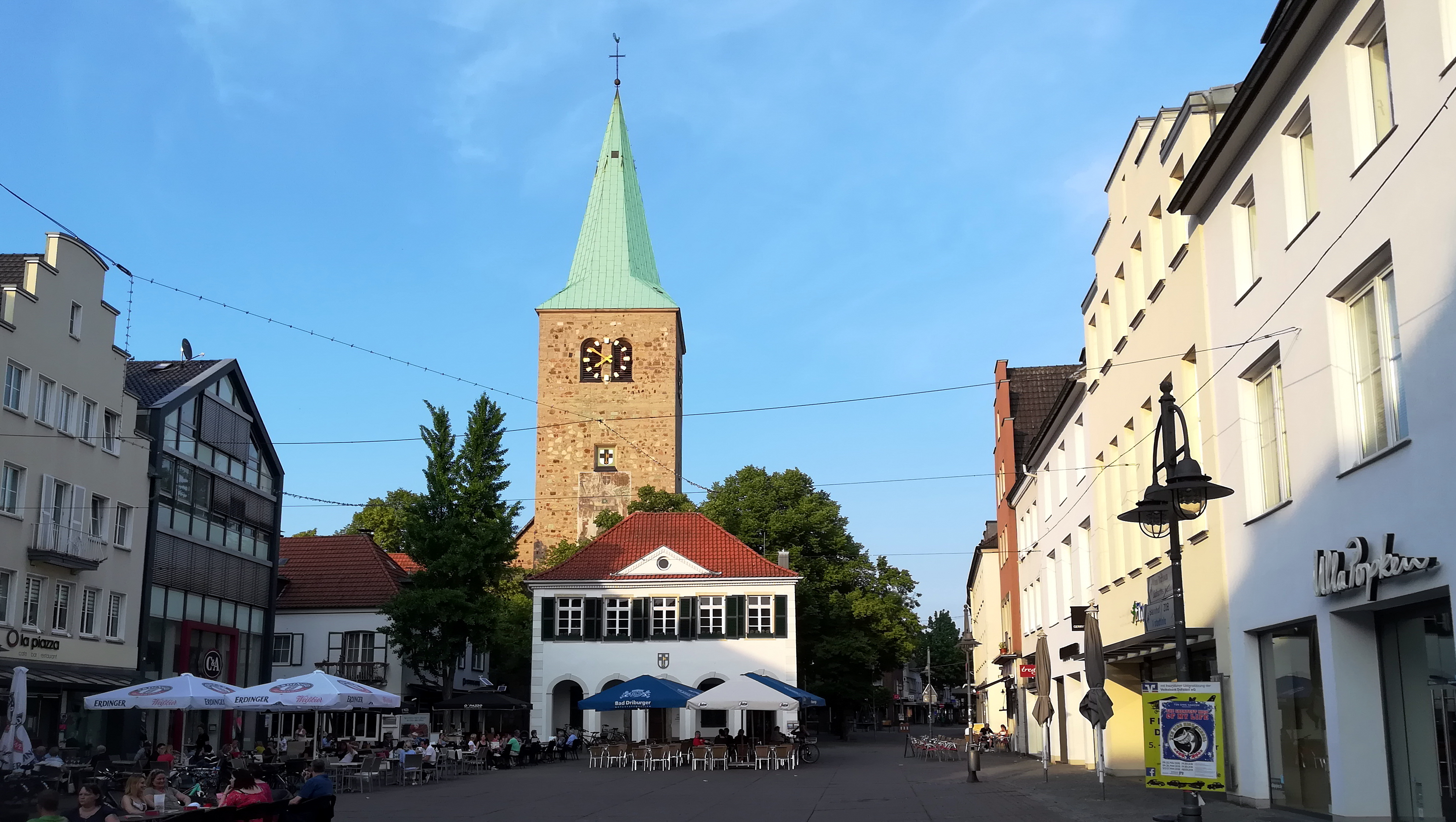
Widok z głębi rynku
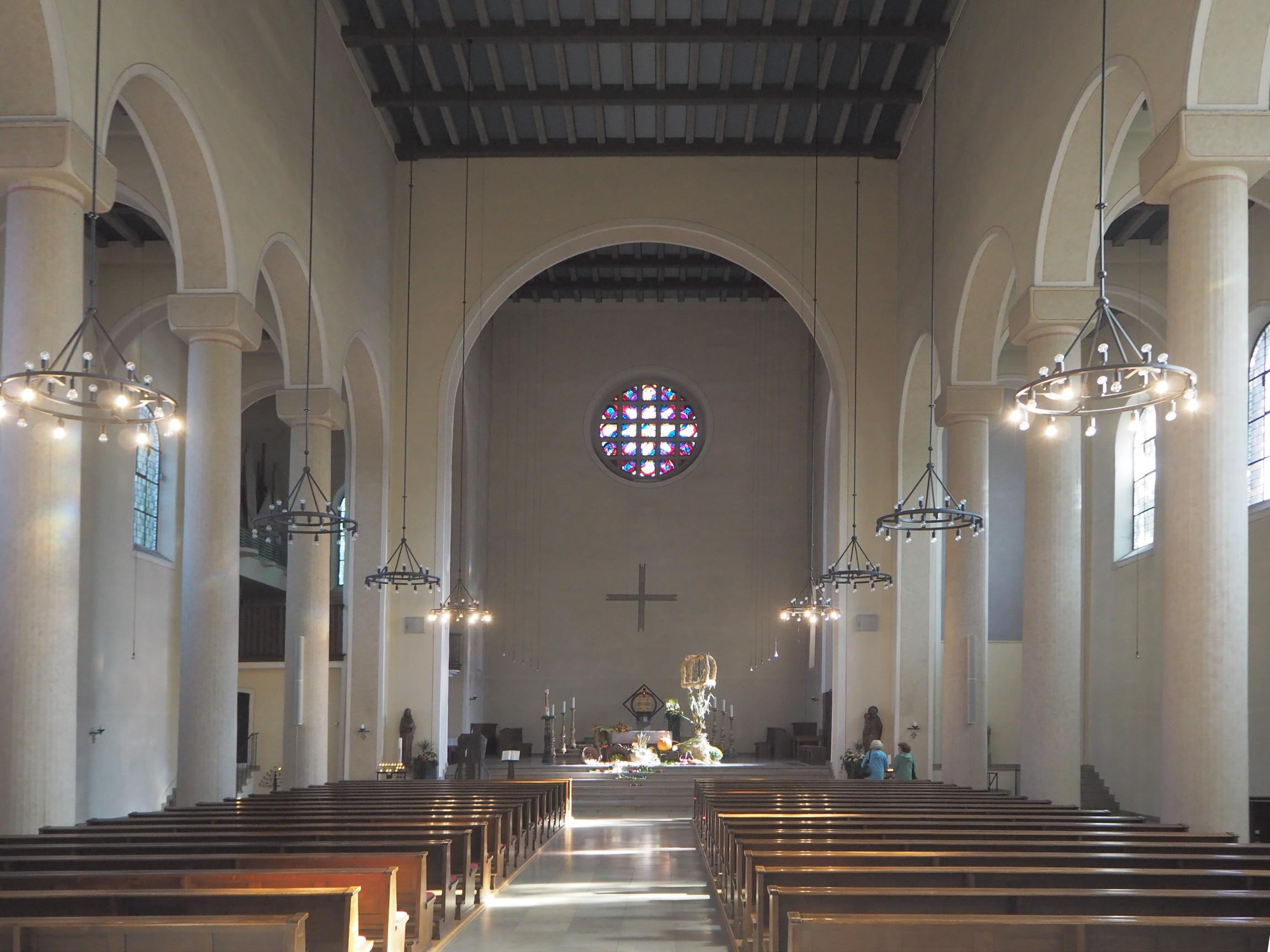
Wnętrze